# Normenausschuss Informationstechnik und Anwendungen
Der Normenausschuss Informationstechnik und Anwendungen (DIN NIA) ist ein Teil des Deutschen Instituts für Normung e. V. (DIN) mit Sitz in Berlin. In Bezug auf die Normungsarbeit des DIN ist er zusammen mit seinen Organen das offizielle nationale Gremium für Normung und Standardisierung in der Informationstechnik und in ausgewählten Anwendungsbereichen der Informationstechnik.
Über 500 Experten aus allen Teilen der IT-Wirtschaft, aus Forschung und Lehre sowie aus dem Öffentlichen Bereich verfolgen mit ihrer Arbeit dabei das Ziel, durch die Schaffung marktgerechter und anwendungsrelevanter Normen und Standards die Entwicklung der Informationsgesellschaft zu fördern.

## Normung
Die nationale Normungsarbeit des DIN NIA umfasst die Erstellung von DIN-Normen im Vollkonsens und Teilkonsens.
Die Ergebnisse der internationalen Normungsarbeit im DIN NIA werden in der Mehrzahl als ISO/IEC-Normen herausgegeben. Einzelne internationale Normen werden daraus auch als DIN ISO/IEC-Normen in das Deutsche Normenwerk übernommen und dazu sowohl als Ganzes oder auch nur in Teilen übersetzt.

## Arbeitsgebiet
Das Arbeitsgebiet des DIN NIA umfasst die Normung und Standardisierung in der Informationstechnik und in ausgewählten Anwendungsbereichen der Informationstechnik. Dieses Arbeitsgebiet ist aus dem Zusammenschluss des ehemaligen Normenausschusses Informationstechnik (DIN NI) mit dem damaligen Normenausschuss Bürowesen (DIN NBü) entstanden.
Die innerhalb der Organe des DIN NIA betreuten Normen der Informationstechnik verfolgen das Ziel, die Leistungsfähigkeit und Qualität von IT-Systemen zu verbessern, die Sicherheit von IT-Systemen und Daten zu erhöhen, die Portabilität von Anwendungsprogrammen zu unterstützen, die Interoperabilität von IT-Produkten und -Systemen sicherzustellen, die Entwicklungsumgebungen zu vereinheitlichen und die Benutzungsoberflächen ergonomisch zu gestalten. Zu den weiteren Anwendungsbereichen der Informationstechnik, die im DIN NIA bearbeitet werden, gehören Büroorganisation und Bürotechnik, postalische Dienstleistungen, Bankwesen, elektronisches Geschäftswesen sowie der Daten- und Informationsaustausch in der administrativen und logistischen Kette des Warenverkehrs in der Konsumgüterwirtschaft.

## Struktur
Der DIN NIA verfügt über etwa 26 aktive Arbeitsausschüsse. Diese im Normenausschuss (NA) nach Fachausschüssen geordneten Arbeitsgremien und ihre jeweiligen Untergliederungen (Arbeitsausschüsse AA, Unterarbeitsausschüsse UA, Arbeitskreise AK) entscheiden über ihre Zusammensetzung selbst und führen über die autorisierten Fachexperten die eigentliche Normungsarbeit durch. Eine ausgewogene Vertretung aller interessierten Kreise bzw. autorisierenden Stellen aus Behörden, Industrie, Wirtschaft, Forschung und Lehre sowie Verbrauchervertretern soll dabei gemäß der DIN 820 und der Geschäftsordnung des DIN NIA stets sichergestellt sein.
NA 043 Normenausschuss Informationstechnik und Anwendungen (NIA)
- NA 043 BR Untergremien
  - NA 043 BR-01 SO Normenausschuss Informationstechnik und Anwendungen – Vorstand
  - NA 043 BR-02 SO Internet-Zugänge – Begriffe und Klassifikation – ruhend
  - NA 043 BR-03 SO Filmidentifikation – ruhend
  - NA 043 BR-05 SO Rapporteurgruppe JTC 1/SC 6
  - NA 043 BR-06 SO Rapporteurgruppe JTC 1/WG 7 – ruhend
  - NA 043 BR-07 SO Koordination der Themen aus CEN/CLC/JTC 13

- NA 043-01 FB Fachbereich Grundnormen der Informationstechnik
  - NA 043-01-06 AA Datenkommunikation (Rapporteur)
  - NA 043-01-07 AA Software und System-Engineering
  - NA 043-01-17 AA Karten und Sicherheitsgeräte zur persönlichen Identifikation, mit sechs Untergremien
  - NA 043-01-22 AA Programmiersprachen
  - NA 043-01-27 AA Informationssicherheit, Cybersicherheit und Datenschutz, mit fünf Untergremien
  - NA 043-01-28 AA Bürogeräte
  - NA 043-01-29 AA Multimedia und Hypermedia-Information (Codierte Zeichensätze, Grafik, Bild und Ton), mit zwei Untergremien
  - NA 043-01-31 AA Automatische Identifikation und Datenerfassungsverfahren
  - NA 043-01-32 AA Datenmanagement und Datenaustausch
  - NA 043-01-33 AA Offene Systeme – ruhend
  - NA 043-01-34 AA Dokumentbeschreibungs- und -verarbeitungssprachen
  - NA 043-01-35 GA Gemeinschaftsarbeitsausschuss NAErg/NIA: Ergonomie für Informationsverarbeitungssysteme, mit drei Untergremien
  - NA 043-01-36 AA Lerntechnologien
  - NA 043-01-37 AA Biometrie
  - NA 043-01-38 AA Verteilte Anwendungsplattformen und Dienste
  - NA 043-01-40 AA IT-Servicemanagement und IT-Betriebsführung
  - NA 043-01-41 AA Internet of Things
  - NA 043-01-42 AA Künstliche Intelligenz
  - NA 043-01-50 AA Löschen von Datenträgern – ruhend
  - NA 043-01-51 AA Vernichten von Datenträgern – ruhend

- NA 043-02 FB Fachbereich Horizontale Anwendungsnormen der Informationstechnik
  - NA 043-02-01 AA Maßnahmen zur Echtheit und Integrität von Produkten
  - NA 043-02-02 AA Kompetenzen in der IKT-Branche
  - NA 043-02-03 AA Smart Cities
  - NA 043-02-04 AA Blockchain und Technologien für verteilte elektronische Journale

- NA 043-03 FB Fachbereich Bürotechnik, Bankwesen und elektronisches Geschäftswesen
  - NA 043-03-01 AA Text- und Informationsverarbeitung für Büroanwendungen
  - NA 043-03-02 AA Finanzdienstleistungen
  - NA 043-03-03 AA Elektronisches Geschäftswesen
  - NA 043-03-04 AA Postalische Dienstleistungen

Neben diesen nationalen Arbeitsgremien führt der DIN NIA folgende europäische und internationale Sekretariate hauptverantwortlich und stellt dazu jeweils die hauptamtlichen Ansprechpartner und die nötige Infrastruktur:
- ISO/IEC JTC 1/SC 17/WG 8: Contactless integrated circuit cards
- ISO/IEC JTC 1/SC 27: IT Security Techniques
- ISO/IEC JTC 1/SC 27/WG 5: Identity management and privacy technologies
- ISO/IEC JTC 1/SC 37/WG 3: Biometric Data Interchange Formats
- ISO/TC 154/JWG 1: Joint Syntax Working Group (with UN/ECE)
- ISO/TC 154/JWG 4: eLK (electronic Layout Key) (with UN/CEFACT)

Für diejenigen Unterausschüsse vom ISO/IEC JTC 1 und deren Arbeitsgebiete, auf denen der DIN NIA wegen mangelnder Beteiligung deutscher Kreise kein Spiegelgremium besitzt, setzt der DIN NIA einzelne Personen als Rapporteure ein, die dem DIN NIA-Gemeinschaftslenkungsausschuss (NIA-GLA) angehören und diesem Lenkungsorgan berichtspflichtig sind.
Das höchste Lenkungsgremium des DIN NIA ist der NIA-GLA. Ihm gehören die Funktionsträger der DIN NIA-Lenkungsgremien (Vorsitzende, Stellvertreter, Geschäftsführer), Vertreter des NIA-Förderkreises, die Obleute der Arbeitsausschüsse, die Vertreter der DKE und des NAM, sowie in das Fachgebiet des DIN NIA-GLA hinzugewählte Persönlichkeiten an.